# Куернавака
Куернавака (на испански: Cuernavaca) е столицата и най-големият град на щат Морелос, Мексико. Намира се на 85 km южно от град Мексико. Населението му е около 349 000 души (2005).
Името на града произлиза от Cuauhnáhuac, което на езика нахуатъл на местното индианско население означавало „при дърветата“. Испанците обаче при завладяването на тези територии, не можейки да произнесат думата, я изменили в Cuernavaca (от cuerna и vaca, буквално „рог на крава“).
Куернавака е наречена от германския пътешественик и географ Александър фон Хумболт „град на вечната пролет“ заради благоприятните си средногодишни температури – 25 – 31 градуса през деня и 12 – 18 градуса през нощта, и е предпочитана курортна дестинация.

## Известни личности
Починали в Куернавака
- Луис Алкориса (1918 – 1992), режисьор
- Тамара де Лемпицка (1898 – 1980), полска художничка
- Чарлз Мингъс (1922 – 1979), американски музикант
- Мануел Пуиг (1932 – 1990), аржентински писател
- Кати Хурадо (1924 – 2002), актриса